# Холл, Брайан
Бра́йан Уи́льям Хо́лл (англ. Brian William Hall; 22 ноября 1946, Глазго — 16 июля 2015, Престон, Северо-Западная Англия) — шотландский футболист, известен по выступлениям за «Ливерпуль».

## Биография

### Игровая карьера
Холл был частью знаменитого «Ливерпуля», который возглавлял Билл Шенкли. В 1965 году Холл подписал контракт с «красными», за который дебютировал 7 апреля 1969 года в матче с клубом «Сток Сити»; матч закончился со счётом 0:0. По ходу сезона 1970/71 Холл успешно заменил травмированного Иана Каллагана и стал основным игроком. По итогам сезона 1972/73 Холл стал одним из ключевых игроков в составе «Ливерпуля», в составе которого выиграл «золотой дубль», включавшим в себя чемпионский титул и Кубок УЕФА 1973 года, когда по сумме двух матчей была обыграна мёнхенгладбахская «Боруссия».
В сезоне 1973/74 Холл в составе «красных» стал обладателем Кубка Англии после победы над «Ньюкаслом» со счётом 3:0 и этот сезон стал последним для Билла Шенкли как главного тренера «Ливерпуля». При его преемнике Бобе Пейсли Холл продолжал оставаться основным игроком команды, но был вытеснен из основы более молодым Джимми Кейсом, но в 1976 году «красные» вновь выиграли «золотой дубль», включавшим в себя чемпионский титул и Кубок УЕФА 1976 года. Всего во всех турнирах за «Ливерпуль» Холл сыграл 222 матча и забил 21 гол.
Летом 1976 года Холл перешёл в клуб низшего дивизиона «Плимут Аргайл»; сумма перехода составила 35 тысяч фунтов стерлингов. В ноябре 1977 года Холл стал игроком «Бернли»; сумма перехода составила 25 тысяч фунтов стерлингов. В составе «бордовых» Холл отыграл три сезона в низших дивизионе и в 1980 году завершил карьеру игрока.

### Карьера функционера
С 1991 по 2011 год Холл работал в «Ливерпуле» в качестве директора по связи с общественностью и покинул эту должность по состоянию здоровья.

### Смерть
Скончался 16 июля 2015 года в Престоне в возрасте 68 лет, страдая в последние годы от лейкемии.

## Достижения
«Ливерпуль»
- Чемпион Англии (2): 1972/73, 1975/76
- Обладатель Кубка Англии (1): 1974
- Обладатель Суперкубка Англии (2): 1974, 1976
- Обладатель Кубка УЕФА (2): 1973, 1976